# ادی دین (خواننده)
ادی دین (انگلیسی: Eddie Dean; ۹ ژوئیهٔ ۱۹۰۷ – ۴ مارس ۱۹۹۹) خواننده-ترانه‌پرداز، بازیگر تلویزیون و بازیگر سینما اهل ایالات متحده آمریکا بود.